# Quand tu reviendras
"Quand tu reviendras" foi a canção que representou a Bélgica no Festival Eurovisão da Canção 1968 que teve lugar em Londres a 6 de abril desse ano. A referida canção foi interpretada em francês por Claude Lombard

## Autores
- Letrista: Roland Dero
- Compositor: Jo van Wetter
- Orquestrador: Henri Segers

## Letra
A canção é um apelo de Lombard para o seu amante, perguntando quando ele vai voltar para ela. 

## Versões
Lombard também gravou a canção em holandês (como "Eenmaal kom je weer"), alemão ("Wenn du wiederkommst") e espanhol ("Sé que volverás").